# Sergueï Ouroussevski
Sergueï Pavlovitch Ouroussevski (en russe : Ceргей Павлович Урусевский) est un réalisateur, scénariste et directeur de photographie soviétique, né à Saint-Pétersbourg le 23 décembre 1908 et mort à Moscou le 12 novembre 1974.

## Biographie
Diplômé du Technikum de Leningrad en 1929, puis de l'Institut des Arts plastiques de la même ville en 1935, Sergueï Ouroussevski est opérateur d'actualités sur le front russe entre 1942 et 1943.
Il se fait connaître grâce à sa collaboration avec Marc Donskoï dans L'Institutrice du village (1947), puis avec Youli Raizman et Vsevolod Poudovkine. Il s'impose principalement avec Le Quarante et unième de Grigori Tchoukhraï (1956) et surtout dans Quand passent les cigognes de Mikhaïl Kalatozov (1957), Palme d'or au Festival de Cannes 1958 et pour lequel il obtiend le Prix de la Commission supérieure technique pour la photographie. Il poursuit sa collaboration avec Kalatozov pour Soy Cuba (1964).
Il réalise, à son tour, deux films dans lesquels il tente d'appliquer sa théorie de la « caméra émotionnelle » : La Course du cheval (1968), adaptation du roman Adieu Goulsary de Tchinguiz Aïtmatov, paru la même année et, en 1971, Chante ta chanson, poète…, inspiré par Sergueï Essénine.

## Récompenses
- Prix de la Commission supérieure technique pour la photographie Festival de Cannes 1958, pour Quand passent les cigognes de Mikhaïl Kalatozov.
- Prix Staline de 1er classe, pour Varvara ou L'institutrice du village de Marc Donskoï en 1948, conjointement avec Marc Donskoï, Maria Smirnova (scénario) et Vera Maretskaïa (interprète de Varvara).
- Prix Staline de 1er classe, pour Le Chevalier à l'étoile d'or de Youli Raizman en 1952

## Filmographie comme opérateur
- 1943 : La Bataille pour notre Ukraine soviétique, doc. (Aleksandr Dovjenko, Ioulia Solntseva)
- 1944 : Le Duel (Vladimir Legochine)
- 1947 : L'Institutrice du village (Marc Donskoï)
- 1950 : Le Chevalier à l'étoile d'or (Yuli Raizman)
- 1952 : La Moisson (Vsevolod Poudovkine)
- 1955 : La Leçon de vie (Yuli Raizman)
- 1956 : Le Premier Échelon ou Le Premier convoi (Mikhaïl Kalatozov)
- 1956 : Le Quarante et unième (Grigori Tchoukhraï)
- 1957 : Quand passent les cigognes (Mikhaïl Kalatozov)
- 1960 : La Lettre inachevée (Mikhaïl Kalatozov)
- 1964 : Soy Cuba (Mikhaïl Kalatozov)
- 1968 : La Course du cheval amblier (Бег Иноходца), réal.
- 1971 : Chante ta chanson, poète... (Пой Песню, Поэт...), réal.

## Filmographie comme réalisateur
- 1968 : La Course du cheval (Бег Иноходца), d'après Tchinguiz Aïtmatov
- 1971 : Chante ta chanson, poète... (Пой Песню, Поэт...)